# Istituto sviluppo agroalimentare
L'Istituto sviluppo agroalimentare - I.S.A. S.p.A. era una società finanziaria con socio unico il Ministero delle politiche agricole alimentari e forestali (MIPAAF), nata nel 2005, che promuoveva e sosteneva progetti di sviluppo agroindustriale che comportassero, come ricaduta indotta, un miglioramento strutturale dei livelli di reddito dei produttori agricoli.
ISA si avvaleva dei fondi una volta in dotazione alla ex Ribs S.p.A. e a Invitalia. La società era iscritta all'elenco generale e all'elenco speciale degli intermediari finanziari, ai sensi rispettivamente degli artt. 106 e 107 del Testo Unico Bancario. La società era sotto il controllo del Ministero delle politiche agricole alimentari e forestali (MIPAAF), suo azionista unico, del quale era una società in-house.
In base a quanto previsto dall'art. 1, commi 659 e ss., legge 28 dicembre 2015, n. 208 (Legge di Stabilità 2016), a partire dal 1º gennaio 2016, la società Istituto sviluppo agroalimentare e la Società gestione fondi per l'agroalimentare () s.r.l. sono incorporate di diritto nell'Istituto di servizi per il mercato agricolo alimentare.

## Alcune Partecipazioni
- Conserve Italia S.C.A. - 15%
- Giv Verona S.p.A. - 48.8%
- Rigoni di Asiago S.p.A. - 12.3%